# ジョアン・マリオ・ネト・ロペス
ジョアン・マリオ・ネト・ロペス（João Mário Neto Lopes 、2000年1月3日 - ）は、ポルトガル・サン・ジョアン・ダ・マデイラ出身のプロサッカー選手。セリエA・ユヴェントスFC所属。ポジションは、ディフェンダー。

## クラブ歴
2018年10月7日、アロウカ戦でプロデビューを果たした。
2025年7月24日、ユヴェントスFCへの完全移籍が決定。契約は2030年6月30日までの5年間で移籍金は総額1260万ユーロに上る。同時にFCポルトに加入したアルベルト・コスタとの実質的なトレードの形となる。